# Club Atlético Independiente (waterpolo)
La sección de waterpolo del Club Atlético Independiente fue uno de los equipos de waterpolo más laureados de Argentina, sobre todo durante la década de 1950.
En este equipo participó Osvaldo Codaro, legendario jugador del waterpolo argentino y miembro de la selección de Argentina en los Juegos Olímpicos de 1948, 1952 y 1960.

## Palmarés
- 3 veces campeón de la Liga de Argentina de waterpolo masculino (1950, 1951, 1955)